# Komelj
Komelj (nemško Kömmel) je naselje nad dolino potoka Bistrica severno od Pliberka na avstrijskem Koroškem.
Pri popisu prebivalstva leta 2001 je v naselju živelo 87 prebivalcev. V kraju je ohranjenih več starejših lesenih hiš in drugih poslopij zanimive kmečke arhitekture. Najzanimivejša je lesena podzidana stanovanjska hiša Pistotnikove domačije. Hiša je krita s čopasto skodlasto streho in opasana z gankom ter ima črno kuhinjo.
Na Komlju je v boju proti nacističnim enotam padlo deset koroških partizanov in dvanajst borcev Domnove čete. 12. oktobra 1944 okoli poldneva so nemški žandarji in deželna straža po izdaji nekega domačina obkolili Apovnikov dom. Tam se je tudi ta dan ustavila Domnova četa, ki je vzdrževala zvezo med desnim bregom Drave in Svinško planino. Napad je partizane popolnoma presenetil, v boju je padel tudi komandir čete Ciril Šorli-Domen, doma iz Lobnika nad Železno Kaplo, iz smrtnonosnega obroča so se uspeli rešiti le trije, ki so že kmalu po pokolu pri Apovniku zbrali nove partizane - kurirje in formirali novo četo.
Leta 1972 je Zveza koroških partizanov v spomin na komeljsko tragedijo pri Cimprcu odkrila spominsko ploščo, ki pa so jo nestrpneži oktobra 1976 razstrelili. Kot simbol miru in sprave, ki naj pomaga odpraviti vse krivice, pa je Zveza koroških partizanov spomenik ponovno odkrila leta 1978. Da bi se poklonili padlim borcem in idealom, za katere so dali življenje, je Zveza koroških partizanov v sodelovanju s Slovenskim prosvetnim društvom Edinost iz Pliberka kmalu zatem organizirala prvi spominski pohod na Komelj, ki je postal tradicionalno vsakoletni.